# かじうめちえこ
かじうめ ちえこ（Chieko Kajiume、女性、1968年 -）は、日本のイラストレーター、ファッションイラストレーター、画家。

## 人物
大阪デザイナー専門学校グラフィックデザイン科卒。マサモードアカデミー研究科出身。
ファッションイラストやモードイラスト、ファッション雑誌、広告などの絵を主に手掛けている。
女性らしい繊細なタッチのペン画や淡い水彩着色による手描きのイラストが主な特徴。
モードイラストレーション、モードドローイング、ドローイング、ファッションイラストレーション、アートモードドローイングが専門であるが、
ロリータ系ファッションブランドのジェーンマープルでの広告、Ｔシャツやスカート、ノベルティグッズのデザイン画作成、セレクトショップの壁画作成、ラフォーレ原宿でのライブペインティング・ラフォーレ原宿アートワーク等も手掛けている。
玄光社から発売されている、『ファッションイラストレーションファイル2009-2010』に
日本で活躍する288人のファッションイラストレーターの一人として紹介されている。
クロッキーワークショップやクロッキー会の講師も務める。
最近では個展を開催し画家としても活動している。

## 経歴
大阪でイラストレーターのアシスタントを経て、1996年からフリーランスとなる。
1999年～2000年にかけ渡仏し（パリに在住）フランス各地を巡り、スケッチ等をして絵画作品を作成し、ルーヴル美術館（Musée du Louvre）等で模写等を行ってデッサンや絵画について独学する。
帰国後に活動拠点を関西から東京に移す。
2000年から東京でフリーイラストレーターとしてファッション雑誌等のイラストを主に描く。
2012年に活動拠点を岡山に移す。
2013年より自宅アトリエでクロッキー会を行う。
2015年に活動拠点を広島に移す。
2016年2月、岡山県立美術館で開催したイラストレーター『森本美由紀』回顧展と同時開催したクロッキーワークショップの講師を勤める。
「岡山の美術」特別展示 岡山の作家☆再発見Ⅱ イラストレーター森本美由紀 回顧展 告知ページより。（2016年9月７日閲覧）
2016年より広島市のブラック画材のアート教室、アトリエブラックにて講師としてクロッキー教室を主宰。
2017年5月、広島市のギャラリーブラックで
Paris～発～mode 
かじうめちえこ展
を開催。
中国新聞に掲載。

2018年4月、クラウドファンディング・モーションギャラリーでパリへの渡航費を資金調達。
2018年5月、広島市のギャラリーブラックで
Paris～発～mode deux
梶梅千恵子30周年展覧会
を開催。

## 主な活動
1996年
京阪神エルマガジン社『月刊SAVY』
1997年～1999年
産経新聞社『くらしトキメキ講座』連載
1998年
フェリシモ出版『はいせんす絵本』パリの蚤の市店頭風景画
2000年
文化出版局『装苑』東京での初仕事
2001年～2003年
「メルサ銀座2丁目店」チラシ、DM、ノベルティバックイラスト
2002年～2004年
通販カタログ『ヌーベルドシャルレ』
ラフォーレ原宿で工事中のショップの壁にライブペインティングを行う、ラフォーレ原宿アートワークに参加。以降年に2回参加している。
2006年～2007年
グンゼタウンセンター「つかしん」新聞折り込み表紙イラスト、エントランス看板イラスト
2007年～2008年
講談社『VoCE』（ヴォーチェ）のBOOKMARKコーナー連載挿絵
祥伝社 恋愛小説誌『Feel Love』島村洋子の小説挿絵
2009年
マガジンハウス『jane』（ジェーン）編集長コメントコーナーのイラスト（フィットネス雑誌ターザンの女性版）
角川マーケティング 『chou chou』
講談社 『VoCE』
玄光社 『ファッションイラストレーションファイル2009-2010』掲載
壁画
2006年　
表参道交差点そばのセレクトショップepisode（エピソード）表参道店 内装壁画制作
2006年～
「ラフォーレ原宿」にて年に2回、リニューアルするshopの工事中の壁にライブペインティングを行う、ラフォーレ原宿アートワークに参加
その他
阪急コミュニケーションズ『フィガロジャポン』（『Madame FIGARO japon』）
マガジンハウス『an・an』
マガジンハウス『BOAO』
小学館『美的』（びてき）
毎日コミュニケーションズ『エスカーラ』
ダイヤモンド社『地球の歩き方』
積水ハウス広告
タカミブライダルカタログ、広告
等多数。

## 展覧会
1996年　個展「かじうめちえこドローイング」神戸三田屋総本家カレーの店（大阪）
2007年　グループ展「プロの仕事展」ギャラリースプーン（大阪）
2005年～　年に2回、「ラフォーレ原宿」閉店店舗期間限定壁画制作展示。（ラフォーレ原宿アートワーク）
2017年5月、広島市のギャラリーブラックでParis～発～mode かじうめちえこ展を開催。
2018年5月、広島市のギャラリーブラックでParis～発～mode deux 梶梅千恵子30周年展覧会を開催。